# Igreja Paroquial de Safara
A Igreja Paroquial de Safara localiza-se na povoação de Safara, na atual Freguesia de Safara e Santo Aleixo da Restauração, Município de Moura, Distrito de Beja, em Portugal.
A Igreja Paroquial de Safara está classificada como Monumento de Interesse Público desde 2013.

## História
Este templo remonta a 1500, tendo sido concluída por volta de 1602.

## Características
Apesar de ter sido iniciada sob o reinado de Manuel I de Portugal, apresenta apenas as colunas que formam as naves (uma central e duas laterais) em estilo manuelino.
A sua frente é de 13 metros por 27 metros de fundo. Na entrada principal, e de cada lado da portada, há uma coluna pertencente à ordem compósita. Estas colunas, assim como o valioso tímpano que suportam, são feitas de pedra mármore. 
O seu interior é fechado em arcos góticos, soalhada de ladrilhos tijolados e com os altares em obra de talha.